# رولز رويس غريفون
رولز رويس غريفون محرك طائرة بريطاني من النوع V-12 بزاوية V مقدارها 60 درجة، تبلغ سعته 2240 بوصة مكعبة ويُبرد بسائل. صُمم وصُنع المحرك بواسطة شركة رولز رويس المحدودة. أُطلق على المحرك اسم غريفون (النسر الأسمر) تماشياً مع تقاليد الشركة في تسمية محركاتها على أسماء الطيور الجارحه.
بدأ تصميم المحرك في عام 1938 بطلب من أسطول الذراع الجوي ‏، لاستخدامه في تصاميم طائرات جديدة مثل فيري فايرفلاي ‏. قُرر في عام 1939 أنه يُمكن تعديل المحرك للاستخدام في طائرة سوبرمارين سبيتفاير (الأنواع المشغلة بواسطة غريفون) ‏.

توقف تطوير المحرك مؤقتاً لتركيز الجهود على المحرك الأصغر ميرلين ومحركفيلتشر المكون من 24 أسطوانة، ولم يُنتج محرك غريفون حتى بداية الأربعينيات (1940).
كان غريفون آخر محرك طائرة من نوع V-12 أنتجته رولز رويس وتوقف الإنتاج في عام 1955. مازالت تُستخدم محركات غريفون في سلاح الجو الملكي اليوم، حيث تشارك فيالطلعة الجوية التذكارية لمعركة بريطانيا ‏، وتشغل طائرات أفرو شاكلتون المتبقية الصالحة للطيران.

## التصميم والتطوير

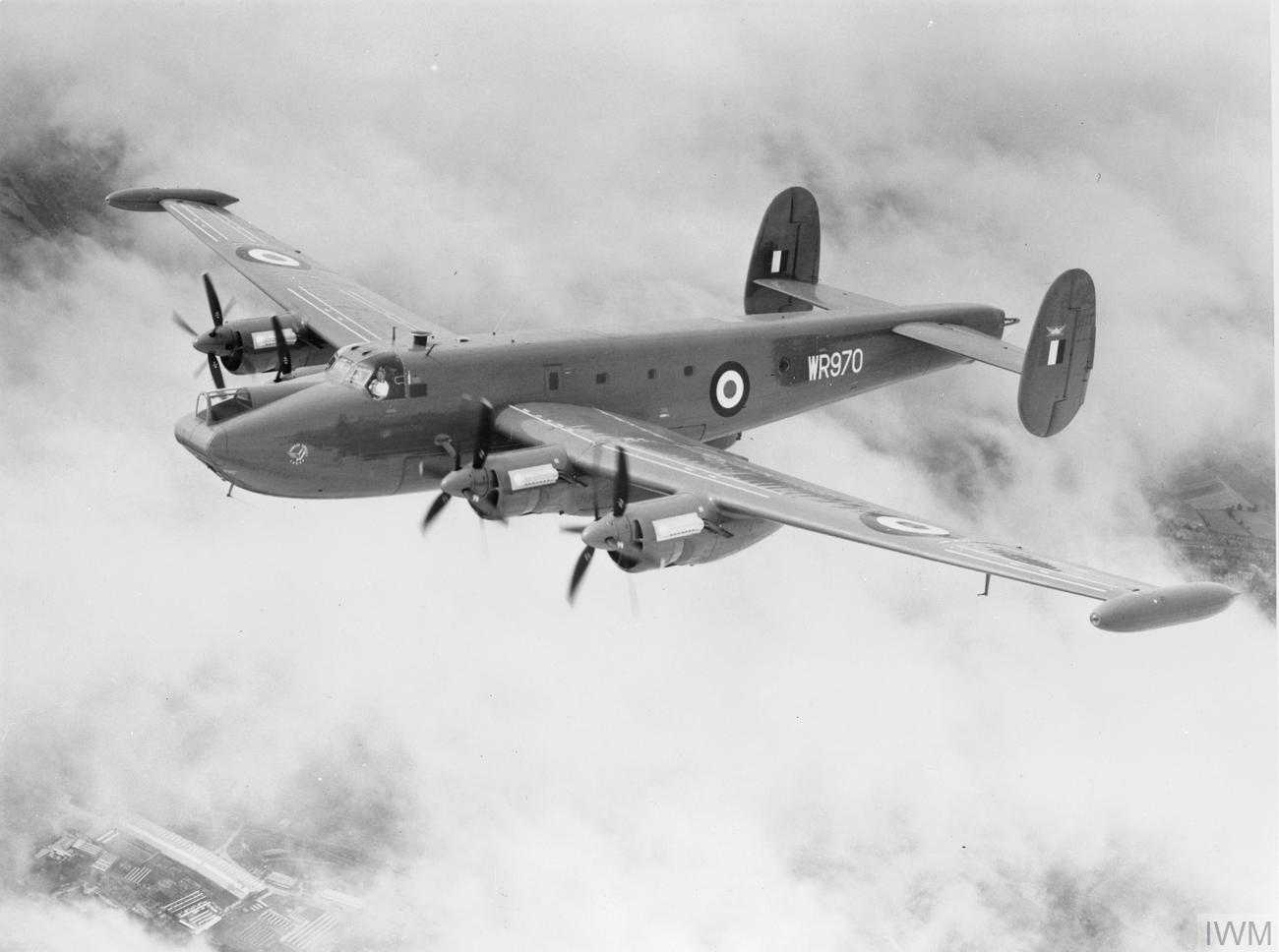
أفرو شاكلتون

### النشأة
اختُبِرت نسخة من محرك رولز رويس أر ذات قدرة أقل في عام 1933، عُرفت باسم غريفون طبقاً لمذكرات أرثر ربرا ‏. عُرف هذا المحرك أيضاً باسم أر 11، ولم يُحلق أبداً واستُخدم لتطوير محرك رولز رويس بزرد، ولا توجد أي علاقة مباشرة بينه وبين حجم إنتاج محرك غريفون.
أخطر أسطول الذراع الجوي شركة رولز رويس في عام 1938 مستفسراً عن إمكانية تصميم نسخة أكبر من محرك ميرلين. طلب أسطول الذراع الجوي أن ينتج المحرك الجديد بقدرة جيدة عند الارتفاعات المنخفضة، ويكون فعال وسهل الاستخدام. بدأ العمل على المحرك بعد وقت قصير من طلب الأسطول. كانت عملية التصميم سهلة مقارنة بتصميم محرك ميرلين، وكان محرك غريفون أول نموذج من ثلاثة نماذج يتم تشغيله في قسم الاختبار في 30 نوفمبر عام 1939.
اقترحت وزارة الطيران ‏ في 8 نوفمبر 1939 استخدام محرك غريفون فيطائرة سبيتفاير، على الرغم من أن المحرك قد صُمم للطائرات التابعة للبحرية. أُعطيت شركة سوبرمارين الإذن باكتشاف مدى ملائمة محرك غريفون لطائرةسبتفاير، وذلك بعد مرور 3 أسابيع من اقتراح وزارة الطيران. أبلغت سوبرمارين عن مشكلة المواصفات 466 استجابة لذلك في 4 ديسمبر. أدى ذلك لتغيير موضع المعدات الاضافية الملحقة بالمحرك لتقليل مساحة المحرك الأمامية قدر الإمكان. كانت المساحة الأمامية لمحرك غريفون 7.9 بوصة مربعة (0.73 متر مربع) مقارنة بمساحة محركميرلين البالغة 7.5 بوصة مربعة (0.7 متر مربع)، بصرف النظر عن سعة محرك غريفون الأكبر بكثير. أُعيد تجهيز أول تشغيل للمحرك، نتيجة لذلك، في 26 يونيو 1940 وأُنتج باسم غريفون 2.
تم وقف العمل على المحرك الجديد مؤقتاً بناءاً على أوامر اللورد بيفر بروك وزير إنتاج الطائرات ‏، وذلك لتركيز العمل على محرك ميرلين الأصغر البالغةسعته 27 لتر، والذي تجاوزت قدرته بالفعل قدرة محرك غريفون الأول.

### التصميم

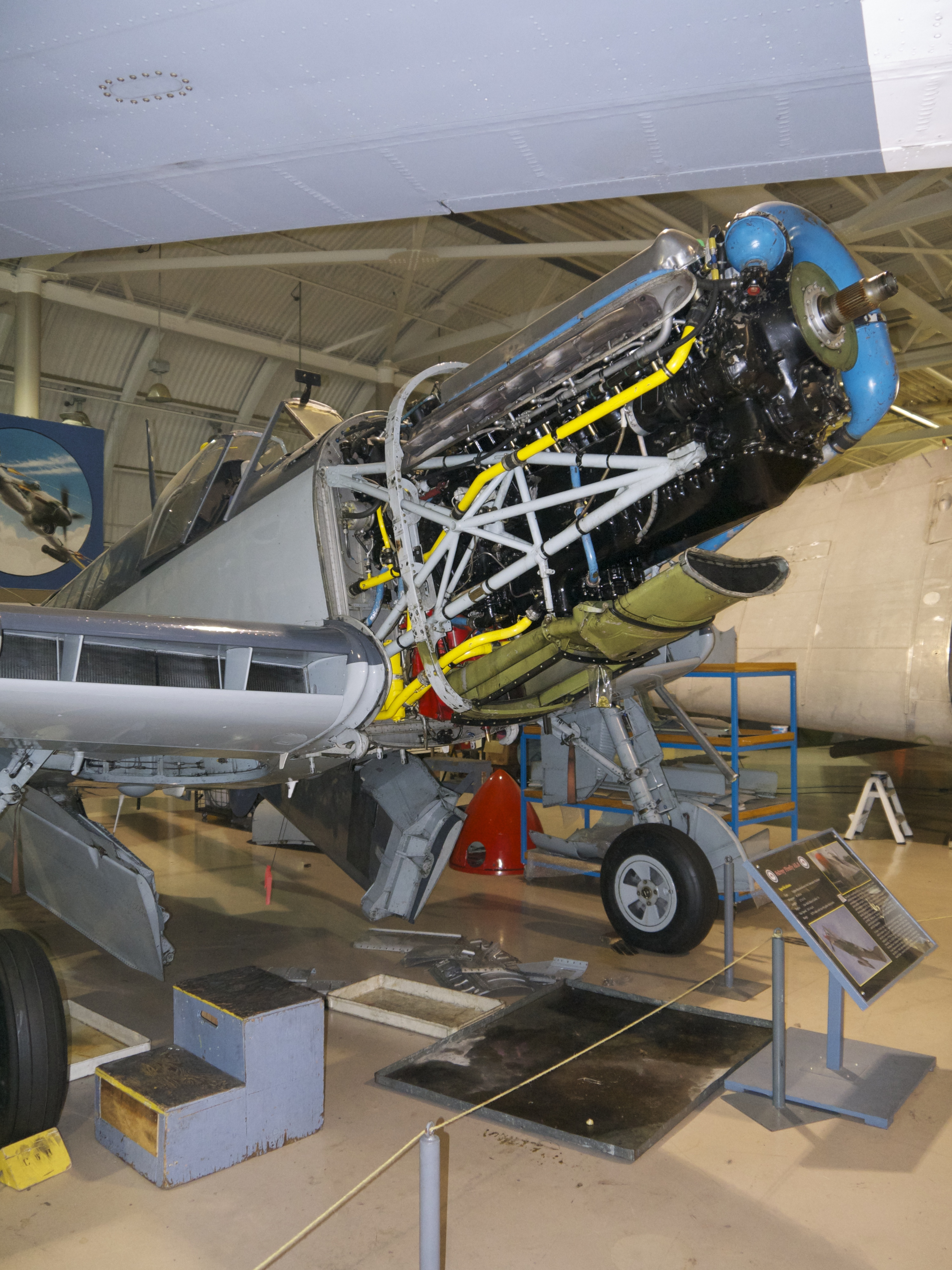
محرك غريفون مركب في طائرة دبليو إتش 623، طراز من طائرة فيري فاير فلاي صالحة للطيران ومحفوظة فيمتحف تراث طائرات الحرب الكندي (عام 2014).

احتوى محرك غريفون على العديد من التحسينات مقارنة بتصماميم رولز رويس السابقة، وكان أكبر قليلاً من محرك ميرلين، بغض النظر عن زيادة سعته التي بلغت 37 لتراً بزيادة بنسبة 36% عن ميرلين.
كان أحد الاختلافات المميزة هو استخدام مشغلات كل من عمود الحدبات ومغنيط اشعال ‏ داخل سلسلة تروس تخفيض سرعة المروحة الدافعة في مقدمة المحرك، بدلاً من استخدام نظام تروس منفصل يتم تدويره من النهاية الخلفية لعمود المرفق. سمح ذلك بتقليل الطول الكلي للمحرك بالإضافة لجعل سلسلة التروس أكثر فعالية وكفاءة. أُزيل مشغل الشاحن التوربيني الفائق من مقدمة المحرك أيضاً، وتطلب استخدام عمود دوار طويل لتشغيله في موضعه الجيد في ظهر المحرك.
كان غريفون أول محرك طائرة من إنتاج رولز رويس يستخدم عمود مرفق مجوف، كوسيلة لتزييت المحامل الرئيسية والمحامل ذات النهاية الكبيرة، موفراً توزيع متساوي للزيت لكل محمل. وُضع مغنيط ثنائي عالي الكفاءة صُنع بواسطة طومسون هوتسون البريطانية، فوق وحدة تخفيض سرعة المروحة الدافعة، بينما كانت تستخدم التصاميم السابقة لروز رويس مغنيط مزدوج وتضعه في الجزء الخلفي من المحرك.
كشفت الفئة 61 من محرك غريفون عن شاحن توربيني فائق ذو مرحلتين وتغييرات أخرى في التصميم، حيث وُضعتمضخات الزيت داخل حوض تجميع زيت، وأزيلت العديد من الأنابيب الخارجية قدر الإمكان. تم تشغيل الشاحن التوربيني الفائق بواسطة عمود دوار قصير متصلبعمود المرفق من الجزء الخلفي للمحرك، بدلاً من تشغيله بعمود طويل من مقدمة المحرك كما كانت تفعل الطرازات الأولى من غريفون.
توقف إنتاج الطرازات الجوية من محرك غريفون في ديسمبر 1955، بينما استمر إنتاج نسخة للاستخدام البحري، عُرفت باسم غريفون البحر للاستخدام فيالزوارق مرتفعة السرعة التابعة لسلاح الجو الملكي.

### المكونات الأساسية (غريفون 65)
- الأسطوانات

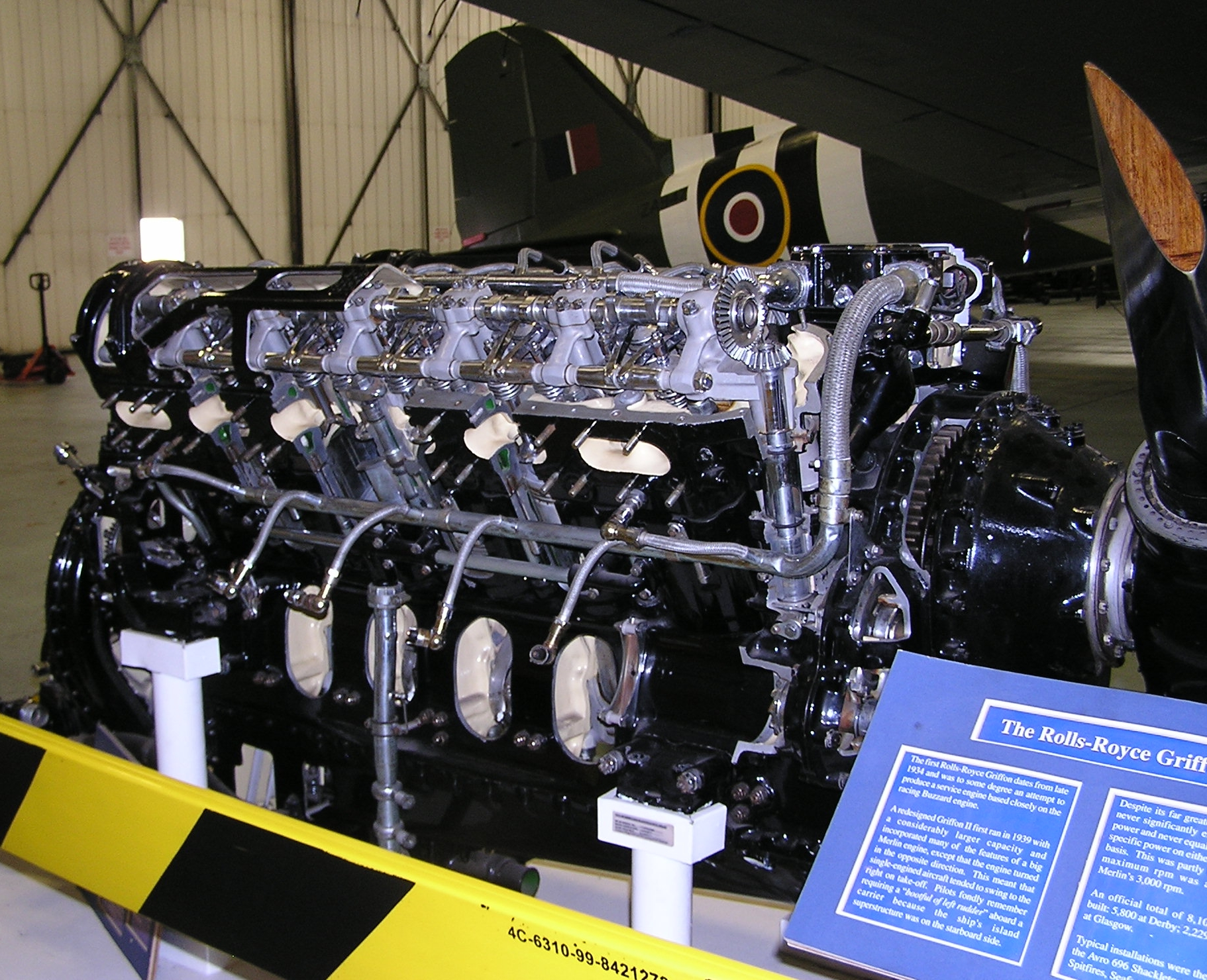
قطاع في محرك غريفون يظهر أعمدة الحدبات وأجزاء أخرى، موضوع في متحف معركة بريطانيا.

تكون المحرك من 12 أسطوانة ذات جدران رطبة  (تُسمى بالجدران الرطبة نظراً لتلامسها المباشر مع مادة التبريد، وتتميز حاوية المحرك تلك بقابلية الإزلة الكاملة لجدران الأسطوانات) موضوعة في مجموعتين منحاويات الأسطوانات المصنوعة منسبيكة الألومنيوم، برؤوس أسطوانات منفصلة وكذلك حافات المكابس. طُليت جدران الأسطوانات بالكروم لمسافة 2.5 بوصة من رأس الأسطوانة. وًضعت حاويتي الأسطوانات مائلتين على بعضهما بزاوية قدرها 60 درجة فوق الوجوه العلوية المائلة لعلبة مرافق مكونة من جزئين. زُودت رؤوس الأسطوانات بدليل صمام دخول مصنوع من الحديد الزهر ودليل صمام عادم مصنوع منالبرونز الفوسفوري، وكراسي صمام متجددة مصنوعة من سبيكة صلب «السليكون والكروم». استُخدمتشمعتا اشعال في كل غرفة احتراق.
- المكابس

شُكلت المكابس من سبيكة هيديمنيوم ‏، وصُنعت مسامير المعصم من سبيكة النيكل كروم المقوى. استُخدمت حلقتا انضغاط وحلقة محفورة للتحكم في الزيت أعلى مسمار المعصم وأخرى أسفله.
- أذرع التوصيل

صنُعت أذرع التوصيل على شكل حرف H من سبيكة النيكل بواسطة التشكيل بالطرق، تكون كل طرف من ذراع توصيل متشعب. حملت ذراع التوصيل المتشعبة قاعدة محمل مصنوعة من صلب النيكل تحتوي على أغلفة محمل مصنوعة من الصلب والرصاص. تحتوي النهاية الصغيرة لكل ذراع توصيل على جلبة محمل من البرونز الفوسفوري بداخلها.
- عمود المرفق

كان عمود المرفق عبارة عن قطعة واحدة مصنوعه من سبيكة موليبدنوم الكروم والنيكل المقسى بالنيتروجين. كان متزناً سواء في حالة السكون أو الحركة. تكون عمود المرفق من سبعة محامل رئيسية وستة مرافق، كما احتوى على ممر داخلي لتوزيع الزيت القادم من طرفي عمود المرفق إلى المحامل الرئيسية ومحامل النهاية الكبيرة. تكون محمل النهاية الأمامية من حلقة مسننة من الداخل ومثبتة بمسمار في عمود المرفق، متشابكة ومدمجة مع حلقة متصلة داخلياً بقارنة أعمدة قصيرة موصولةبترس إدارة وترس تخفيض سرعة المروحة الدافعة. يدور عمود المرفق في اتجاه عقارب الساعة، عند النظر إليه من الخلف.
- علبة المرافق

تكونت علبة المرافق من نصفين مصنوعين من سبيكة الألومنيوم ومتصلين ببعضهما عند الخط المركزي الأفقي. يحمل النصف العلوي كل من: علبة صندوق التروس وحاويات الأسطوانات وجزء من غلاف ترس تخفيض سرعة المروحة الدافعة، كما يحمل محامل عمود المرفق الرئيسية. يتكون النصف السفلي من حوض الزيت ويحمل مضخة ضغط الزيت الرئيسية، وشاحن توربيني فائق يغير سرعة المضخة ومضختين لتنظيف الأسطوانات. كما يحتوي أيضاً على مضخة مادة التبريد والتي تُدار من نفس التروس المتحكمة بمضخات الزيت.
- علبة صندوق التروس

يُوضع في مؤخرة علبة المرافق ويُصنع من سبيكة الألومنيوم. يحمل الشاحن التوربيني الفائق وصندوق التروس المساعد ومحدد لسرعة المحرك، ووحدة مروحة ثابتة السرعة ومضخة مبرد بيني ومضخة وقود، بالإضافة إلى مضخات الوقود والتبريد في النصف السفلي من علبة المرافق.
- توزيع الصمامات

تحتوي كل أسطوانة على صمامين قفازين من النيكل كروم. يحتوي صمام العادم على جذوع مبردة بالصوديوم. يُغطى وجه صمام العادم المواجه لغرفة الاحتراق ومقعد الصمام بطبقة واقية من النيكل كروم، وكذلك مقعد صمام الدخول. يبقى كل صمام مغلقاً بواسطة زوج من اليايات اللولبية ‏ متحدة المركز. يقع عمود حدبات ذو سبعة محامل فوق كل أسطوانة بشكل مركزي، ليشغل 24 ذراع مترجحة للصمامات.

### قدرة المحرك وتدفق الكتلة والشحن
لا تعطي طريقة مقارنة المحركات المكبسية المختلفة وأدائها بناءاً على سعة المحرك أو الحجم المكتسح نتائج دقيقة عن قدرات المحرك، بالرغم من أن هذه الطريقة شائعة عملياً. حسب كيريل لوفيسي ‏ الذي كان مسئولاً عن تطوير محرك ميرلين، فإن الانطباع السائد بأن سعة المحرك الثابتة المعروفة باسم الحجم المكتسح هي أساس مقارنة القدرة الناتجة المتوقعة لأنواع مختلفة من المحركات، غير صحيح، حيث تعتمد القدرة الناتجة على كتلة الهواء التي يستهلكها المحرك بكفاءة، لذلك تكون وظيفة الشاحن التوربيني الفائق هي الأهم.
صُمم محرك غريفون من البداية ليستخدم شاحن توربيني فائق ذو مرحلة واحدة، ويُقاد بواسطة صندوق تروس ثنائي السرعة يُشغل هيدروليكياً، على عكس محرك ميرلين. صُممت الطرازات المنتجة: غريفون 2 وغريفون 3 وغريفون 4 وغريفون 6، لتُعطي أقصى قدرة لها عند الارتفاعات المنخفضة، واستُخدمت بشكل رئيسي بواسطة أسطول الذراع الجوي. استخدمت الفئات 60 و70 و80 من محرك غريفون شاحن توربيني فائق ثنائي السرعة، وحققت قدرتها القصوى عند ارتفاعات منخفضة إلى متوسطة. سُميت الفئات 101 و121 و130 من محرك غريفون باسم غريفون 3 اس إم إل، واستخدمت شاحن توربيني فائق ذو مرحلتين وثلاثي السرعات، كما استخدمت تروس شاحن توربيني فائق صغير بالإضافة لتروس الشاحن المتوسط والشاحن الكامل، التي كانت موجودة بالفعل. حدث تعديل آخر في المحرك بزيادة قطر كلا المروحتين لزيادة الارتفاع الذي يمكن الحصول على القدرة القصوى من كل ترس عنده. صُممت الفئات 121 و130 من محرك غريفون لتشغيل مروحتين دافعتين يدوران عكس بعض، بينما استمر غريفون 101 بتدوير مروحة دافعة مكونة من 5 شفرات.استُخدم محرك غريفون 101 في طائرة سوبرمارين سبايتفل ‏ 16 في عام 1946، بلغت السرعة القصوى لهذه الطائرة 494 ميل في الساعة (795 كم/ساعة) وكانت مزودة بكامل معداتها العسكرية.

### استخدام الطيارين لغريفون
اكتشف الطيارون الذين انتقلوا لاستخدام طائرات سبيتفاير المزودة بمحركات غريفون بعد استخدامهم لتلك المزودة بمحركات ميرلين، أن الطائرة تتأرجح لليمين عند الإقلاع بدلاً من اليسار بسبب دوران المروحة الدافعة لغريفون عكس اتجاه دوران تلك المروحة الخاصة بميرلين. لُوحظ هذا الأمر بشكل أكبر مع الفئات الأكثر قدرة 60 و80 من محرك غريفون، حيث كانت مروحتهم الدافعة ذو 5 شفرات. اضطر الطيارون نتيجة لذلك لعمل موازنة للطائرة ناحية اليسار عند الإقلاع بدلاً من الموازنة ناحية اليمين التي اعتادوا على لفعلها أثناء استخدام محرك ميرلين. يجب فتح الصمام الخانق للوقود (زيادة السرعة) ببطئ عند الإقلاع لأن التأرجح الذي يحدث لليمين قد يسبب اهتزاز كبير وتمزق لإطار العجلة.
زُودت الطرازات التجريبية من سبيتفاير 14 و21 اس و24 اس بمرواح دافعة عكسية الدوران، أدت لخفض تأثير العزم. منعت المشاكل الأولية لصندوق التروس المعقد الذي كان مطلوباً لتشغيل المروحة الدافعة العكسية، استخدامه في طائرات سبيتفاير لكنه استُخدم في طائرات تالية مثل سيفاير إف أر وإم كيه 46 وإف وإف أر 47 التي زُودت بمحرك غريفون 87 يشغل مروحة دافعة عكسية الدوران ‏. استُخدمت الطرازات 57 و57 ايه من محرك غريفون في تركيبات محطة الطاقة العامة وشغلت مراوح دافعه عكسية الدوران، استُخدمت في طائرة الدورية البحرية أفرو شاكلتون.

## الطرازات
أُنتج حوالي 50 طراز من محرك غريفون، وكان غريفون 130 آخر محرك يتم إنتاجه، وفيما يلي بعض التفاصيل عن طرازات المحرك.
- غريفون 2 بي

بلغت قدرته 1730 حصان (1290 كيلو وات) عند ارتفاع 750 قدم (230 متر) و1490 حصان (1110 كيلو وات) عند ارتفاع 14000 قدم (4270 متر). زُود المحرك بشاحن توربيني فائق أحادي المرحلة ثنائي السرعة، ومروحة دافعة بقطر 10 بوصة (25.4 سم)، وتروس تخفيض سرعة بنسبة 1:7.85 و1:10.68. اسُتخدم المحرك في طائرةفايرفلاي إم كيه 1 وطائرة سبيتفاير 12.
- غريفون 6

زُودت القيمة القصوى للضغط المعزز (بالإنجليزية: Boost Pressure)‏ للمحرك (ضغط الهواء الداخل للمحرك). بلغت قدرة المحرك 1850 حصان (1380 كيلو وات) عند ارتفاع 2000 قدم (610 متر). استخدم مروحة دافعة بقطر 9.75 بوصة (24.7 سم). استُخدم المحرك في طائرات سيفاير إم كيه 15 وإم كيه 17 وسبيتفاير 12.
- غريفون 57 و57 ايه

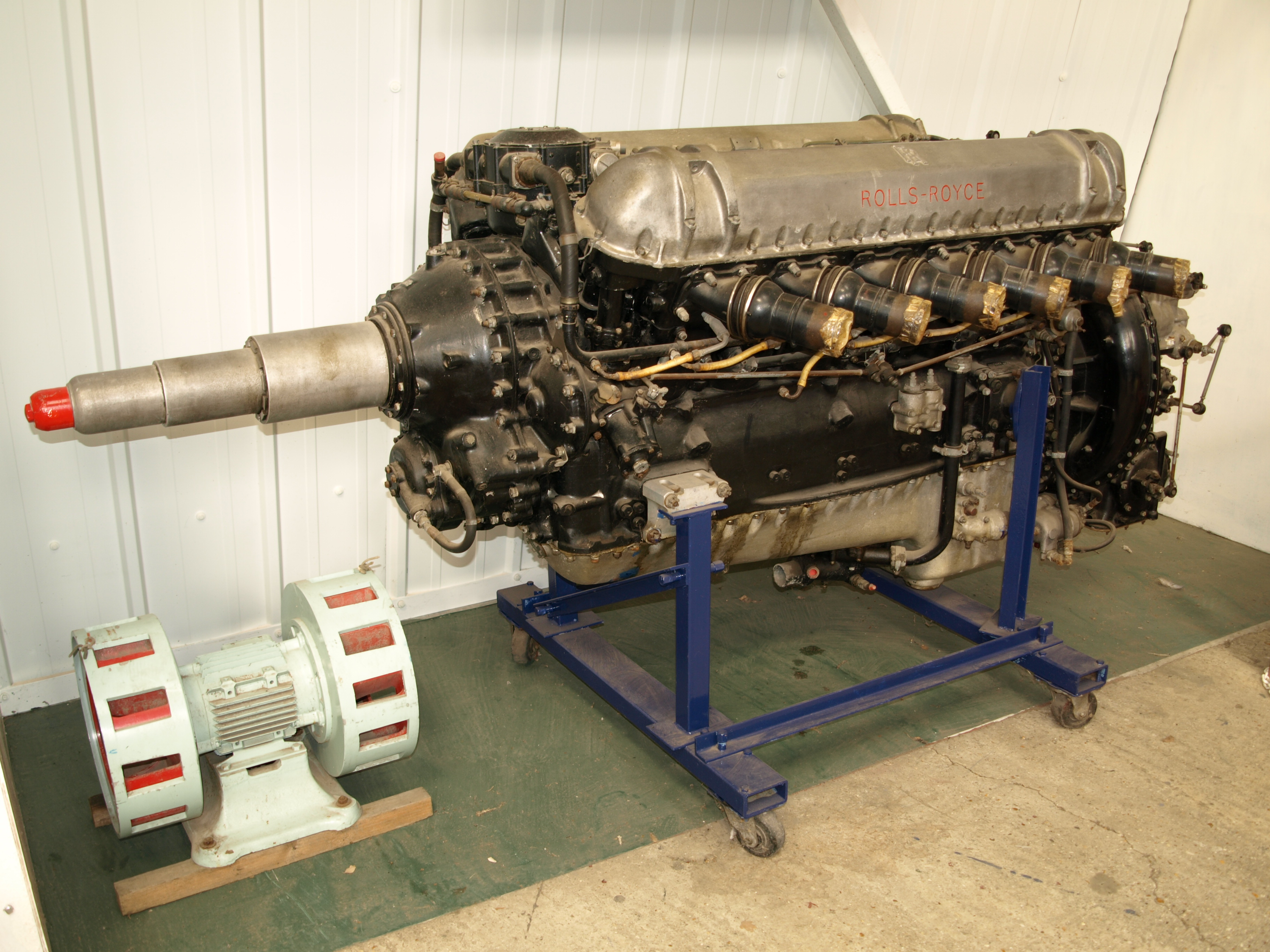
محرك رولز رويس غريفون 58 معروض في متحف شاتلورث كولكشن (عام 2008).

بلغت قدرتهما 1960 حصان (1460 كيلو وات) و2345 حصان (1749 كيلو وات)، واستخدما حقن لخليط المياه والميثانول عند الإقلاع. استُخدم المحرك في طائرة أفرو شاكلتون.
- غريفون 61

استخدم شاحن توربيني فائق ثنائي المرحلة ثنائي السرعة ومزود بمبرد بيني، مشابه للشاحن المستخدم في محرك ميرلين 61. بغت قدرته 2035 حصان (1520 كيلو وات) عند 7000 قدم (2100 متر)، و1820 حصان (1360 كيلو وات) عند ارتفاع 21000 قدم (6400 متر). استُخدم في طائرات سبيتفاير إف إم كيه 14، وإم كيه 21.
- غريفون 65

يشابه محرك غريفون 61 لكنه استخدم ترس مختلف لتخفيض سرعة المروحة الدافعة. بلغ قطر المرحلة الأولى من المروحة الدافعة 13.4 بوصة (34 سم)، وقطر المرحلة الثانية 11.3 بوصة (29 سم). استُخدم في طائرة سبيتفاير إف إم كيه 14.
- غريفون 72

رفع الحد الأقصى للضغط المعزز للاستفادة من مميزاتوقود ذورقم أوكتان 150. بلغت قدرته 2245 حصان (1675 كيلو وات) عند 9250 قدم (2820 متر).
- غريفون 74

نسخة من محرك غريفون 72 تستخدم حقن الوقود. استُخدم فيطائرة فايرفلاي إم كيه 4.
- غريفون 83

عُدل المحرك حتى يستطيع تشغيل مروحة دافعة عكسية الدوران. بلغت قدرته 2340 حصان (1745 كيلو وات) عند 750 قدم (230 متر)، و2100 حصان (1565 كيلو وات) عند ارتفاع 12250 قدم (3740 متر).
- غريفون 85

بلغت قدرته 2375 حصان (1770 كيلو وات) واستُخدم فيطائرة سبيتفايل إم كيه 14.
- غريفون 89

بلغت قدرته 2350 حصان (1755 كيلو وات) واستُخدم فيطائرة سبيتفايل إم كيه 15.
- غريفون 101

بلغت قدرته 2420 حصان (1805 كيلو وات) واستخدم شاحن توربيني فائق ذو مرحلتين وثلاثي السرعة، كما استخدم ترس تخفيض سرعة المروحة الدافعة بنسبة 1:4.45 بالإضافة لنظام رولز رويس لحقن الوقود. استُخدم في طائرة سبيتفايل إم كيه 16.
- غريفون 130

بلغت قدرته 2420 حصان (1805 كيلو وات) عند ارتفاع 5000 قدم (1524 متر) باستخدام ترس السرعة المنخفضة للشاحن التوربيني الفائق، و2250 حصان (1678 كيلو وات) عند ارتفاع 14500 قدم (4419 متر) باستخدام ترس السرعة المتوسطة للشاحن، و2050 حصان (1529 كيلو وات) عند 21000 قدم عند السرعة الكاملة للشاحن. عُدل المحرك ليشغل مروحة دافعة عكسية الدوران واستخدم نظام رولز رويس لحقن الوقود.
- غريفون المركب أر جي سي 30 اس إم: محرك توربيني مركب  [لغات أخرى]‏، توقف استخدامه في عام 1949.
- غريفون التوربيني أر جي تي 30 إس إم: مشابه لمحركنابير نوماد  [لغات أخرى]‏.[28]

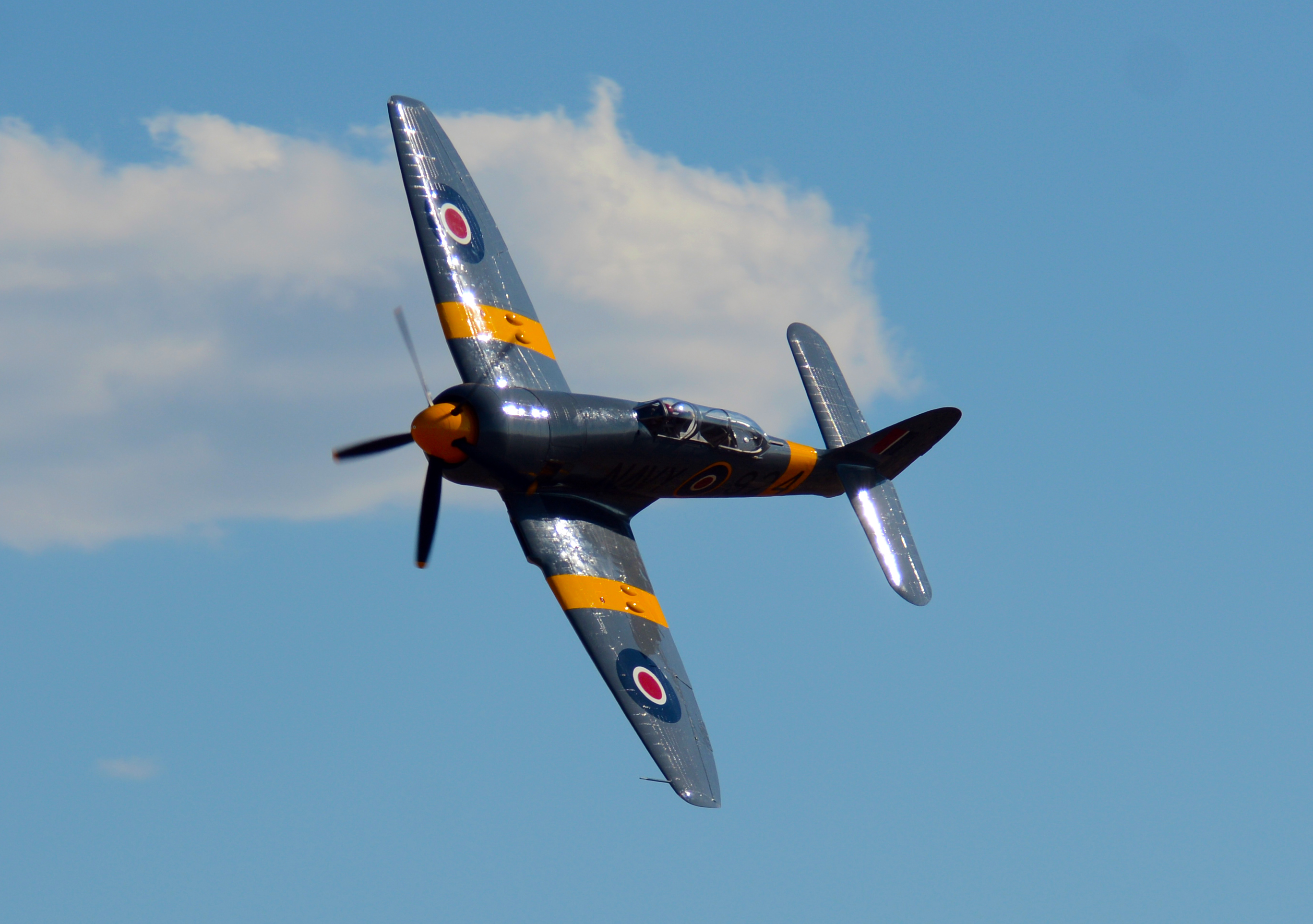
هوكر سي فيوري في سباقات رينو الجوية لعام 2014.

## التطبيقات
- أفرو شاكلتون
- بلاكبيرن بي-54
- بريستول بيوفايتر
- كاك سي ايه-15
- فيري باراكودا
- فيري فايرفلاي
- فولاند فو 108
- هوكر سي فيوري[31]
- هوكر هينلي[32]
- هوكر تيمبست إم كيه 3
- مارتن باكر إم بي 5
- سوبرمارين سيفانج
- سوبرمارين سيفاير
- سوبرمارين سيجول
- سوبرمارين سبيتفول
- سوبرمارين سبيتفاير

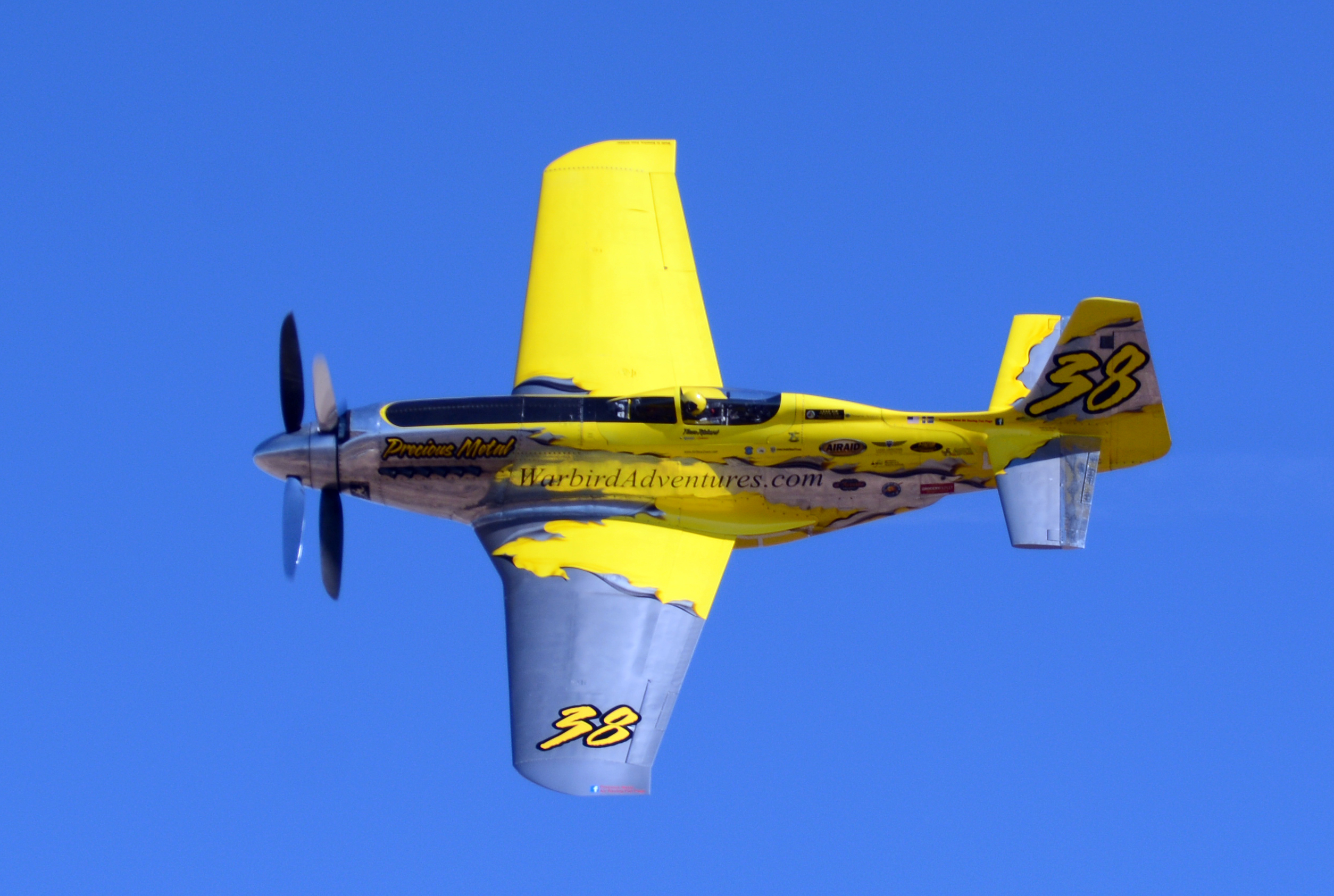
الطراز بي 51 إكس أر من طائرة موستانج ان 6 دبليو جيه مزود بمحرك غريفون ذو مروحة دافعة عكسية الدوران (سباقات رينو الجوية لعام 2014).

زُودت العديد من طائرات نورث أميريكان بي-51 موستانج التي شاركت في سباقات الفئة غير المحدودة ضمن سباقات رينو الجوية ‏، بمحركات غريفون. كانت طائرة ريد بارون وطائرة موستانج أشلي 2 من ضمن الطائرات المشاركة، والتي استخدمت محرك غريفون ذو مروحة دافعة عكسية الدوران مأخوذ منقاذفة القنابل أفرو شاكلتون. كانت طائرة ريد بارون جديرة بالملاحظة، حيث احتفظت بالرقم القياسي العالمي لسباق 3 كيلو متر للمحركات المكبسية المستخدمة نظام حقن الوقود والهواء، وذلك من عام 1979 إلى 1989.
استخدمت يوغوسلافيا الاتحادية الاشتراكية محركات غريفون في عام 1965 كوحدة الطاقة الأساسيةللمدفعية ذاتية الحركة إس 65، لكن هذه المدفعية سُحبت من الخدمة في بداية 1980 نظرأ لانخفاض كفاءة استهلاك الوقود.
سيطرت الطائرة المائية ‏ ميس بيدويسر ‏ طراز 1980 على حلبة السباق باستخدم محرك رولز رويس غريفون. كانت بيدويسر آخر الطائرات المائية التنافسية ذات المحركات المكبسية، قبل أن يحل مكانها استخدام المحركات التوربينية ذات الأعمدة الدوارة.
تُستخدم محركات غريفون سواء مفرده أو مزدوجة فيجرارات السحب ‏ الحديثة أيضاً، وتبلغ قدرتها 3500 حصان (2600 كيلو وات).

## المحركات المتبقية

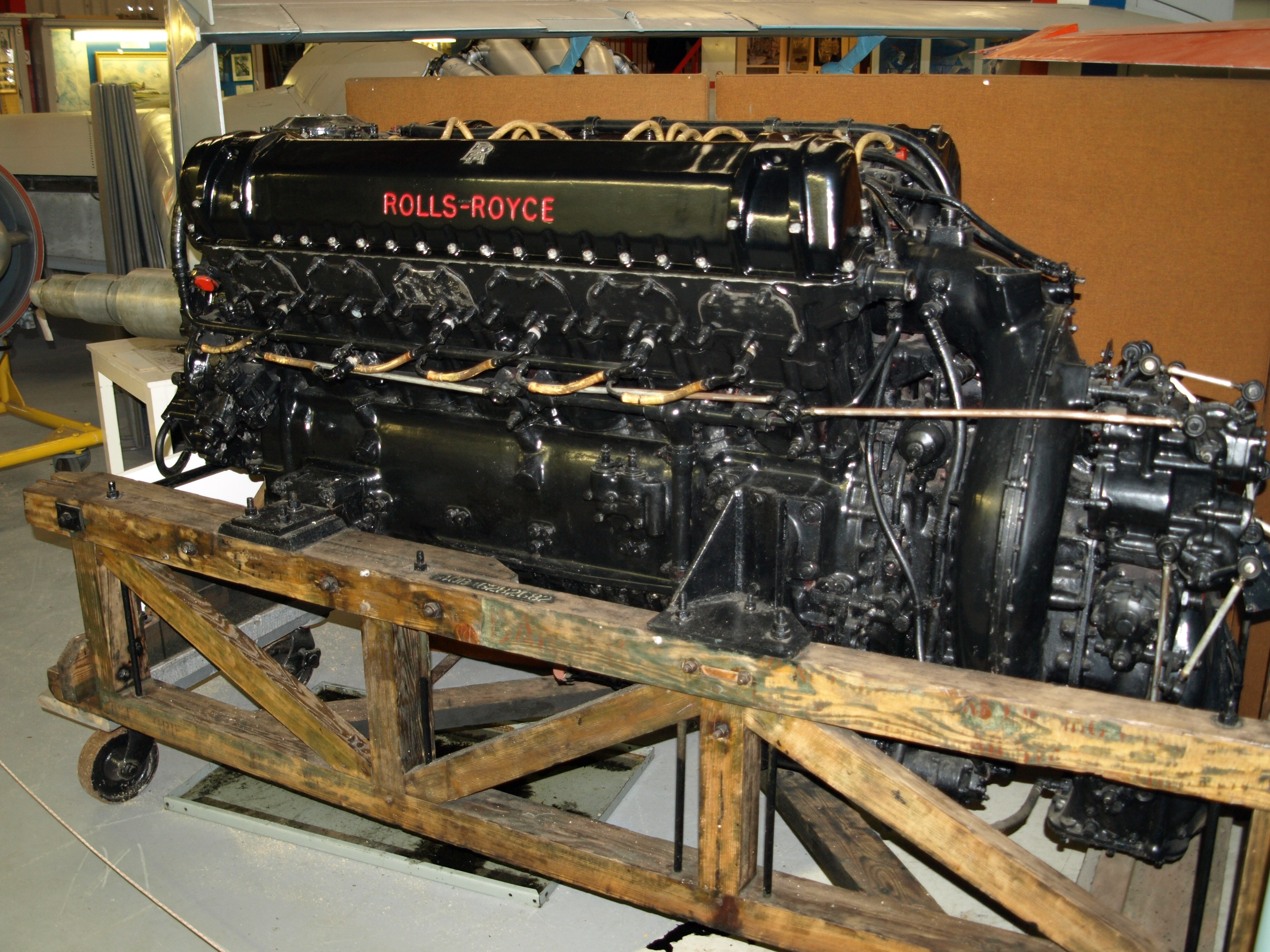
منظر جانبي لمحرك غريفون يظهر الشاحن التوربيني الفائق ومازج الوقود

استمر استخدام محرك غريفون في طائرات فايرفلاي ومارك سبيتفاير المعاد استخدامها. يعتبر سلاح الجو الملكي البريطاني أبرز المستخدمين لمحرك غريفون اليوم، حيث يُستخدم المحرك فيطائرات قديمة تُشارك في الطلعة الجوية التذكارية لمعركة بريطانيا.
توجدالطائرة الوحيدة من أفرو شاكلتون التي مازالت صالحة للطيران في متحف القوات الجوية الجنوب أفريقية، ومع ذلك، يوجد هيكل طائرة صالح للاستخدام فيمتحف طيران جاتويك ‏ وآخر فيمطار كوفينتري ‏، يهدف استخدامهما قريباً.

## محروكات معروضة
تُعرض محركات غريفون للعامة في المتاحف التالية:
- متحف طيران كندا الأطلسي  [لغات أخرى]‏
- متحف بورنموث للطيران  [لغات أخرى]‏
- متحف كيسيمي الجوي  [لغات أخرى]‏
- متحف ميدلاند الجوي  [لغات أخرى]‏
- متحف سلاح الجو الملكي في لندن  [لغات أخرى]‏
- متحف شاتلورث كولكشن  [لغات أخرى]‏
- متحف القوات الجوية الجنوب أفريقية، وقاعدة يستربلات الجوية  [لغات أخرى]‏
- متحف تانجميري للطيران العسكري  [لغات أخرى]‏
- متحف برمينجهام  [لغات أخرى]‏

## المواصفات (غريفون 65)

### مواصفات عامة
- النوع: محرك طائرة مكبسي من النوع V-12 بزاوية V مقدارها 60 درجة. يتكون من 12 أسطوانات ومزود بشاحن توربيني فائق، ويُبرد بسائل.
- قطر الأسطوانة: 152.4 مم.
- الشوط: 167.6 مم.
- سعة المحرك: 2240 بوصة مكعبة (36.7 لتر).
- الطول: 81 بوصة (2057 مم).
- العرض: 30 بوصة (770 مم).
- الارتفاع: 46 بوصة (1168 مم).
- الوزن الصافي: 1980 باوند (900 كجم).

### المكونات
- سلسة صمامات: صمامين دخول وصمامين عادم لكل أسطوانة. مقعد صمام العادم مبرد بالصوديوم. يتم التحكم في الصمامات بواسطة عمود حدبات علوي.
- شاحن توربيني فائق: شاحن توربيني فائق طارد مركزي، ثنائي السرعة وذو مرحلتين. يرتبط الضغط المعزز مباشرة بصمام الخنق، ويُستخدم مبرد بيني بين المرحلة الثانية من الشاحن والمحرك.
- نظام الوقود: مكربن حاقن من نوع بيندكس-سترومبرج ذو ثلاثة صمامات خانقة، ومزود بنظام تحكم آلي في الخليط.
- نوع الوقود: وقود ذو رقم أوكتان 100 (استُخدم وقود ذو رقم أوكتان 150 من يناير إلى 1945 إلى مايو 1945).
- نظام التزييت: حوض جاف ومضخة ضغط ومضختين تنظيف.
- نظام التبريد: يُبرد بخليط سائل مكون من 70% ماء و30%إيثيلين جليكول.
- ترس تخفيض: 1:0.51.

### الأداء
- القدرة الناتجة:
  - 2035 حصان (1520 كيلو وات)عند ارتفاع 7000 قدم وضغط معزز مقداره 18 باوند لكل بوصة مربعة عند 2750 دورة/دقيقة.
  - 2220 حصان (1655 كيلو وات)عند ارتفاع 11000 قدم وضغط معزز مقداره 21 باوند لكل بوصة مربعة عند 2750 دورة/دقيقة، باستخدام وقود ذو رقم أوكتان 150.
  - 1820 حصان (1360 كيلو وات)عند ارتفاع 21000 قدم عند 2750 دورة/دقيقة.
- كثافة القدرة: 0.91 حصان/بوصة مكعبة (41.4 كيلو وات/لتر).
- نسبة الانضغاط: 1:6
- نسبة القدرة إلى الوزن: 1.03 حصان/باوند (1.69 كيلو وات/كجم).

## مزيد من القراءة
- Air Ministry. Pilot's Notes For Spitfire XIV & XIX; Griffon 65 or 66 Engine. London: Air Ministry, 1946.
- Bridgman, L, (ed.) (1989) Jane's fighting aircraft of World War II. Crescent. ISBN 0-517-67964-7
- Carvell, Roger. "Aeroplane Examines the Avro Shackleton." Aeroplane No. 2, Vol. 38, Issue 442, February 2010.
- Gunston, Bill. World Encyclopedia of Aero Engines. Cambridge, England. Patrick Stephens Limited, 1989. ISBN 1-85260-163-9
- Lovesey, Cyril. "Development of the Rolls-Royce Merlin from 1939 to 1945". Aircraft Engineering magazine. London: July 1946
- Lumsden, Alec. British Piston Engines and their Aircraft. Marlborough, Wiltshire: Airlife Publishing, 2003. ISBN 1-85310-294-6.
- Price, Alfred. The Spitfire Story: Second edition. London: Arms and Armour Press Ltd., 1986. ISBN 0-85368-861-3.
- Rubbra, A.A. Rolls-Royce Piston Aero Engines - a designer remembers: Historical Series no 16 :Rolls Royce Heritage Trust, 1990. ISBN 1-872922-00-7
- "A Classic Design; The Rolls-Royce Two-Stage Griffon (article and images)." The Aeroplane, 21 September 1945.
- "Rolls-Royce Griffon (65) (article and images)." Flight and the Aircraft Engineer No. 1917, Vol. XLVIII, 20 September 1945.
- "Rolls-Royce Griffon 130 (article and images)." Flight and the Aircraft Engineer No. 1933, Vol. XLIX, 10 January 1946.
- British Aero Engines (article and images)." Flight and the Aircraft Engineer No. 2468, Vol. 69, 11 May 1956.
- "1980 U-1 Miss Budweiser (article)." Skid Fin Magazine, 2003, Volume 1 Number 2.
- Quill, J. (1983) Spitfire - A Test Pilot’s Story. Arrow Books. ISBN 0-09-937020-4

## روابط خارجية
- فيديو لمحرك غريفون 58
- مقالة باللغة الإنجليزية عن الرحلة الجوية لمحرك غريفون 65 عام 1945.
- مقالة باللغة الإنجليزية عن الرحلة الجوية لمحرك غريفون 130 عام 1945.